# Klosterkirche Kemnade
Die ehemalige Klosterkirche St. Marien ist eine dreischiffige romanische Kirche in Kemnade, einem Ortsteil von Bodenwerder (Niedersachsen). Sie dient heute als Pfarrkirche der evangelisch-lutherischen Kirchengemeinde Bodenwerder-Kemnade im Kirchenkreis Holzminden-Bodenwerder der Landeskirche Hannover.
Die Geschichte des Klosters behandelt der Artikel → Kloster Kemnade.

## Bauform und Baugeschichte

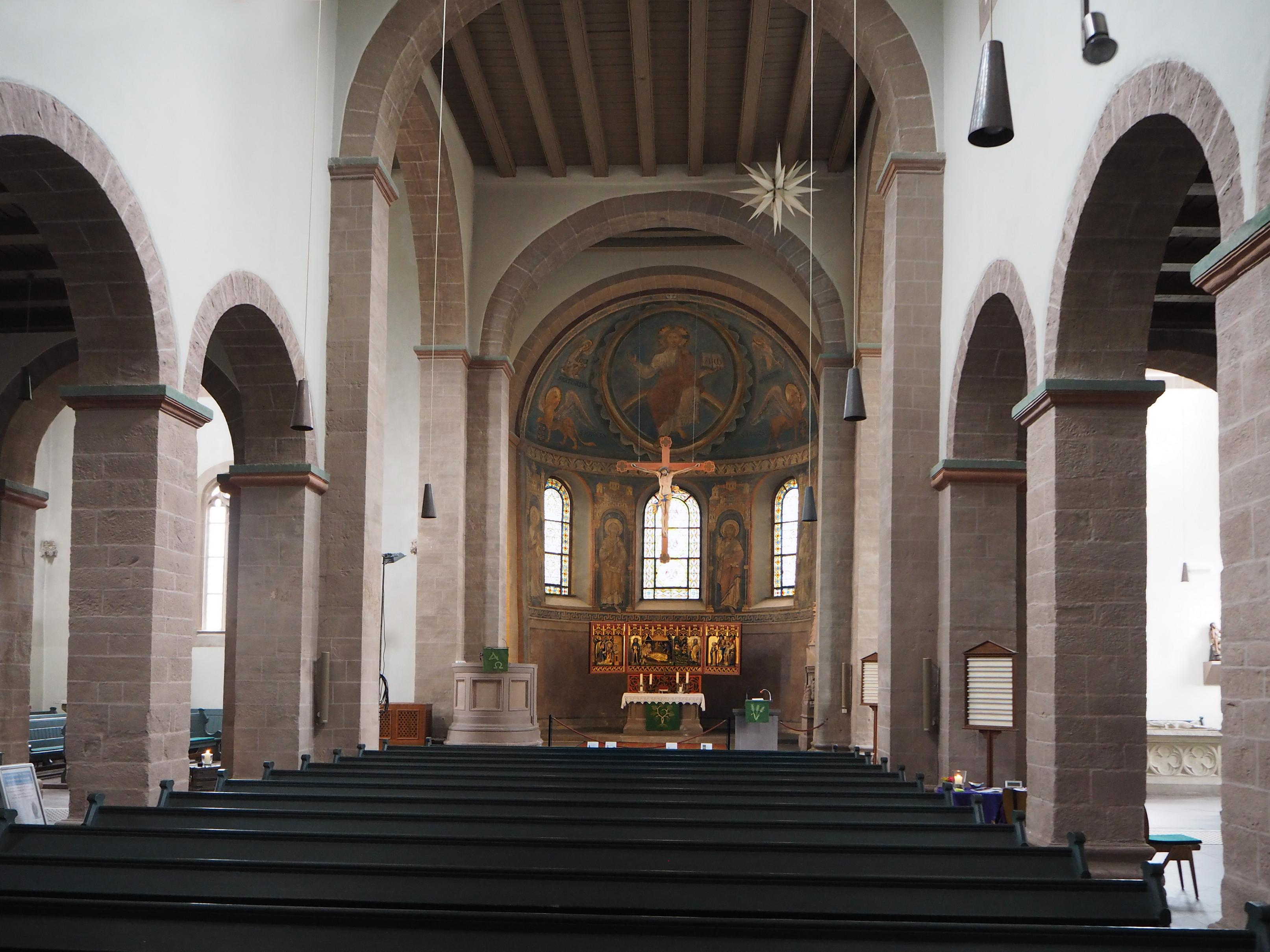
Innenraum nach Osten – Blick auf das Triumphkreuz, den Altar und die ausgemalte Apsis

Das denkmalgeschützte Bauwerk gilt als typisches Beispiel für die salische Architektur, eine Periode der Romanik unter den salischen Kaisern im 11. und 12. Jahrhundert. Es handelt sich um eine flachgedeckte dreischiffige Pfeilerbasilika auf lateinischem Kreuz-Grundriss mit Querschiff und ausgeschiedener Vierung. Ein querrechteckiges Chorjoch mit Apsis ist nach Osten an die Vierung angefügt. Die Querschiffsarme hatten ursprünglich auch eine Apsis. Das wenig gegliederte Mauerwerk besteht aus gebrochenem Rotsandstein, das Dach ist mit Sandsteinplatten gedeckt.
Vermutlich nach Beschädigungen während des Dreißigjährigen Kriegs wurden der Westturm und 20 Meter des ursprünglich 53,70 m langen Langhauses abgetragen. Das Langhaus ist daher im Vergleich zum Ursprungszustand stark verkürzt. Einige der ursprünglich rundbogigen Fenster sind nachträglich im gotischen Stil verändert worden.
Ab 1837 wurde St. Marien durch Kreisbaumeister Friedrich Ludwig Haarmann restauriert. 1896 schuf Hofdekorationsmaler Adolf Quensen die Wandmalereien in der Apsis. 1899 erhielt die Kirche den Dachreiter über der Vierung.

## Ausstattung

### Altar
Der Flügelaltar stammt aus der 1. Hälfte des 15. Jahrhunderts. Er zeigt die Geburtsgeschichte Jesu. Die Anordnung der einzelnen Bilder ist nicht ursprünglich. Reste von zwei Altären hat man zusammengefügt. Die Flügel sind 1964 zugefügt worden.
- Der linke Flügel zeigt die Verkündigung an Maria.
- In der Mitte sieht man die Geburt Jesu,
- rechts daneben die Verkündigung an die Hirten.
- Der rechte Flügel zeigt die Darbringung im Tempel.

Zwei Heiligenfiguren an den Seiten des Mittelteils ergänzen die Darstellung: links der heilige Adrianus, rechts vermutlich der heilige Petrus.

### Taufstein
1964 wurde der Taufstein aus der St. Johanniskapelle in Tuchtfeld in die Klosterkirche überführt. Er stammt vermutlich aus romanischer Zeit, sein genaues Alter und seine ursprüngliche Herkunft sind unbekannt. Der Taufstein weist keine christlichen Zeichen auf, nur Symbole wie das Relief eines Baumes, der das Paradies symbolisiert, sowie ein Rad, das als das Paradies behütender Cherub gedeutet werden kann.

### Sakramentshäuschen
Das Sakramentshäuschen aus Rotsandstein stammt aus der Zeit der Gotik. Es hat die Form eines kleinen Turms, auf dessen Satteldach eine Fiale mit abschließender Kreuzblume als Dachreiter aufsitzt. In Höhe der vergitterten Öffnung sind seitlich reliefartig Figuren eingefügt, darunter ein umlaufender Fries. An den Eckpfeilern befinden sich zwei kleine Engelsfiguren die ein Weihrauchfass schwenken. An den Schmalseiten stehen je zwei Figuren, links Petrus mit dem Schlüssel, daneben Paulus mit dem Schwert; rechts Maria mit dem Kind, daneben eine nicht identifizierbare Heiligenfigur.

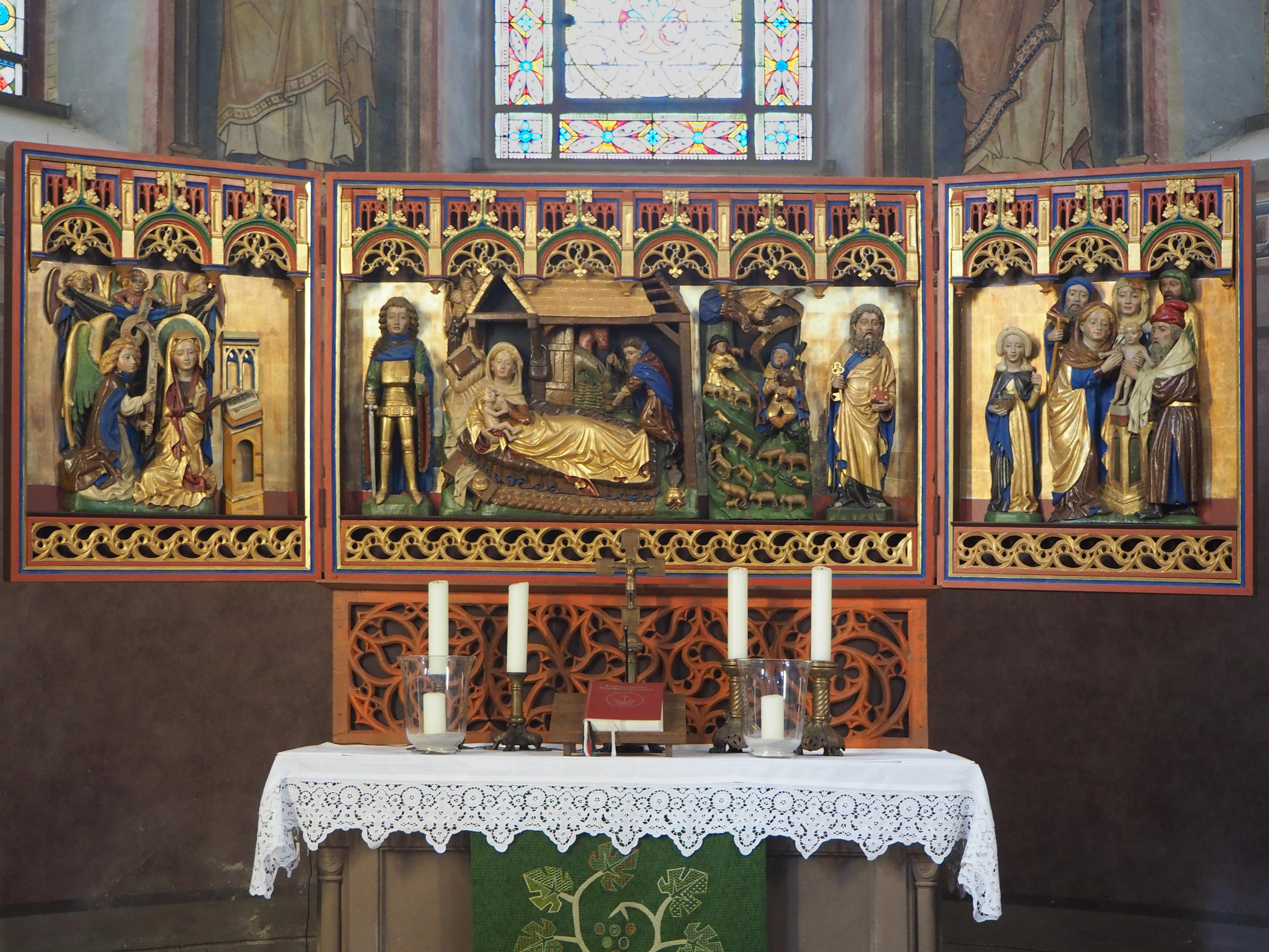
Flügelaltar aus dem 15. Jahrhundert
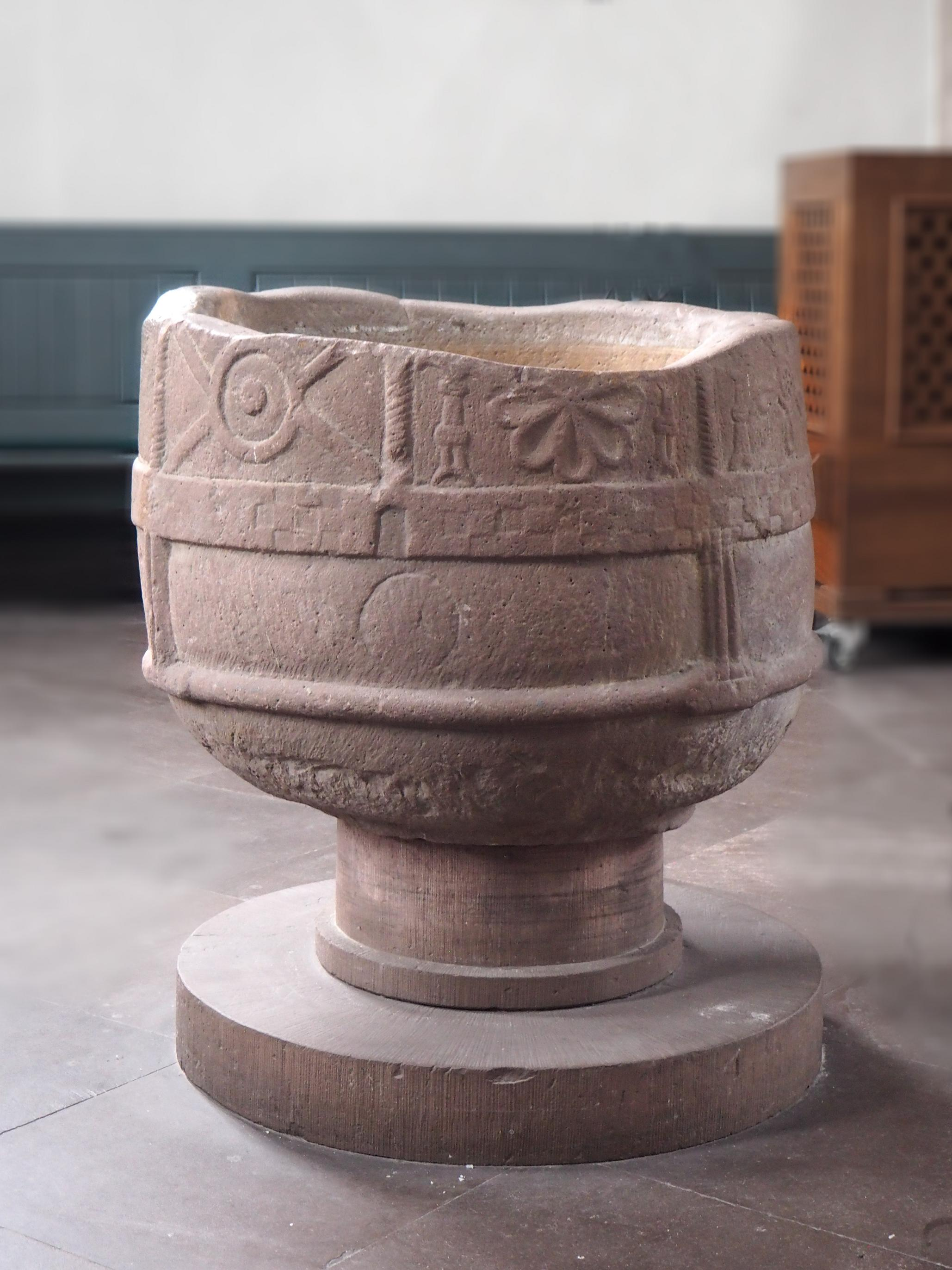
Romanischer Taufstein
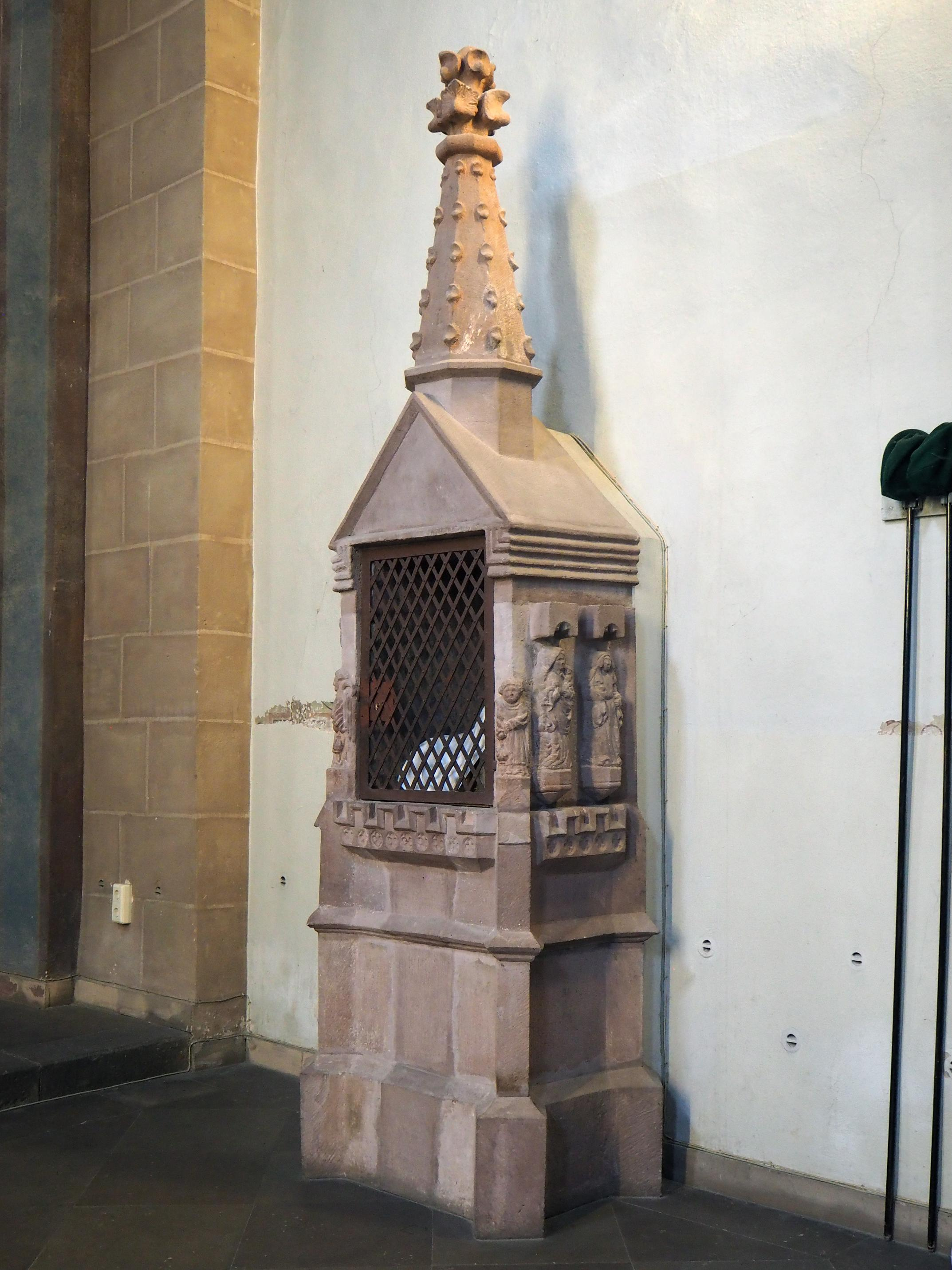
Gotisches Sakramentshäuschen

### Grabsteine und Grabmale

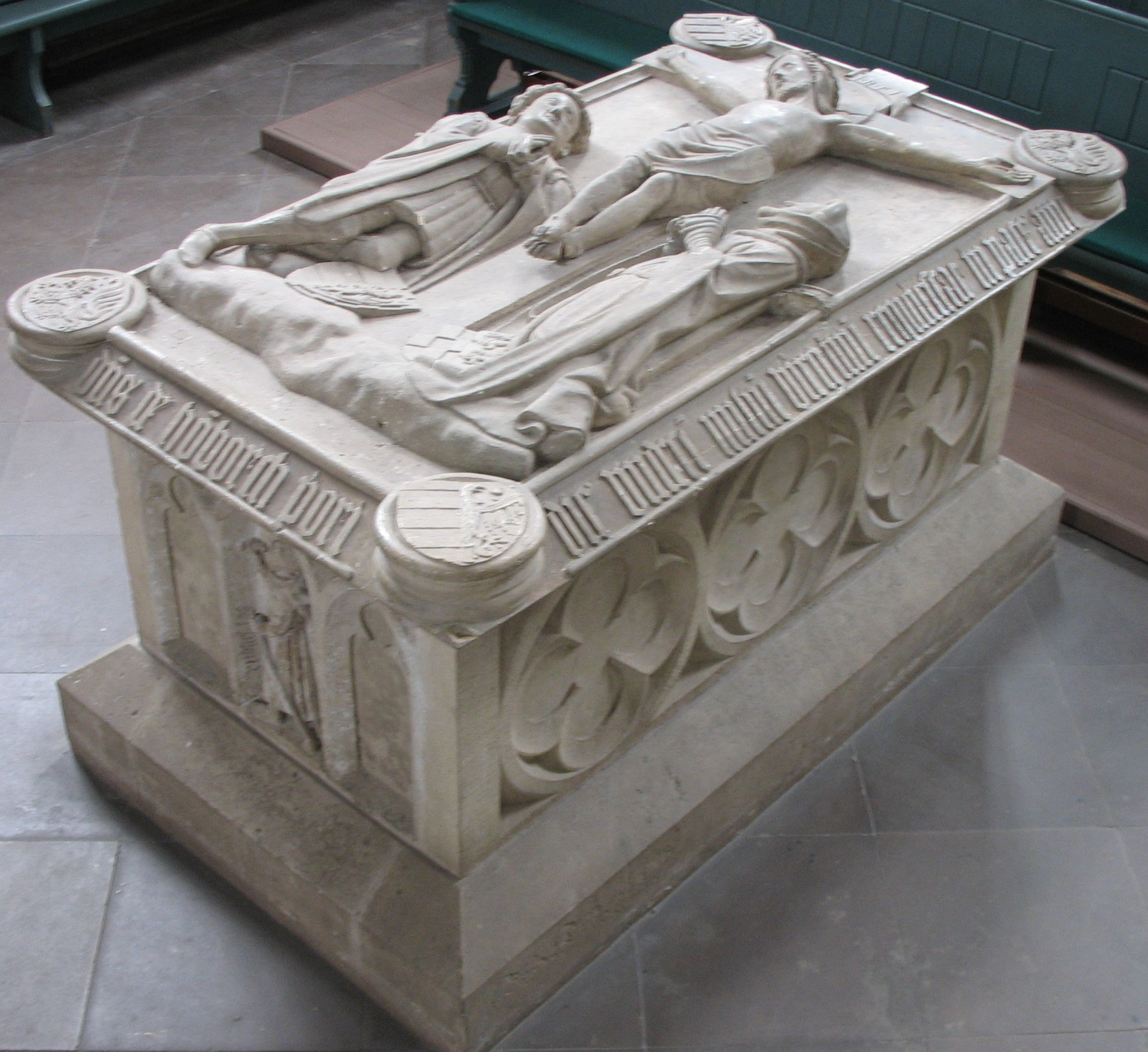
Tumba von Siegfried von Homburg († 1380) und seiner Gemahlin

- Die Tumba des Grafen Siegfried von Homburg († 1380) und Gemahlin ist ein Hochgrab aus Sandstein. Die Wände sind mit Maßwerk und Arkaden verziert. In einem Hochrelief auf der Deckplatte ist das Ehepaar Homburg dargestellt, kniend vor dem Kreuz mit dem Heiland.
- In der Vierung erinnert eine schlichte Steinplatte im Boden daran, dass Hieronymus Carl Friedrich Freiherr von Münchhausen (* 1720; † 1797), der sogenannte „Lügenbaron“ hier beigesetzt wurde.
- Verschiedene Grabsteine aus dem 16./17. Jh. sind im Inneren und im Außenbereich zu sehen.

### Kruzifixe
Die beiden Kruzifixe stammen aus verschiedenen Stilepochen.
- Das kleine Kruzifix an der Seitenwand ist der Romanik (1000–1250) zuzuordnen. Es ist das älteste Stück in der Klosterkirche. Das Kreuz und die farbliche Fassung sind allerdings nicht ursprünglich, die Figur zeigt aber typische Merkmale der Romanik: Die Füße stehen nebeneinander (Viernageltypus), das Lendentuch fällt in Falten gerade herunter.
- Das große Triumphkreuz stammt aus der Gotik (1250–1520). Es hängt vor dem Altarraum und zeigt den leidenden Christus. Die Füße sind übereinander mit einem Nagel gekreuzigt (Dreinageltypus). Der Korpus ist ursprünglich, das Kreuz wurde 1995 erneuert.

### Marienfigur
Eine Marienfigur aus der ersten Hälfte des 15. Jahrhunderts steht vor einer Säule (Stele). Über der Maria wird von zwei Engeln eine Krone gehalten, die ursprünglich nicht zu der Figur gehörte. Das ist daraus ersichtlich, dass Maria eine eigene Krone trägt. Zu ihren Füßen sieht man die Köpfe eines Mannes und einer Frau, wahrscheinlich das Stifterehepaar.

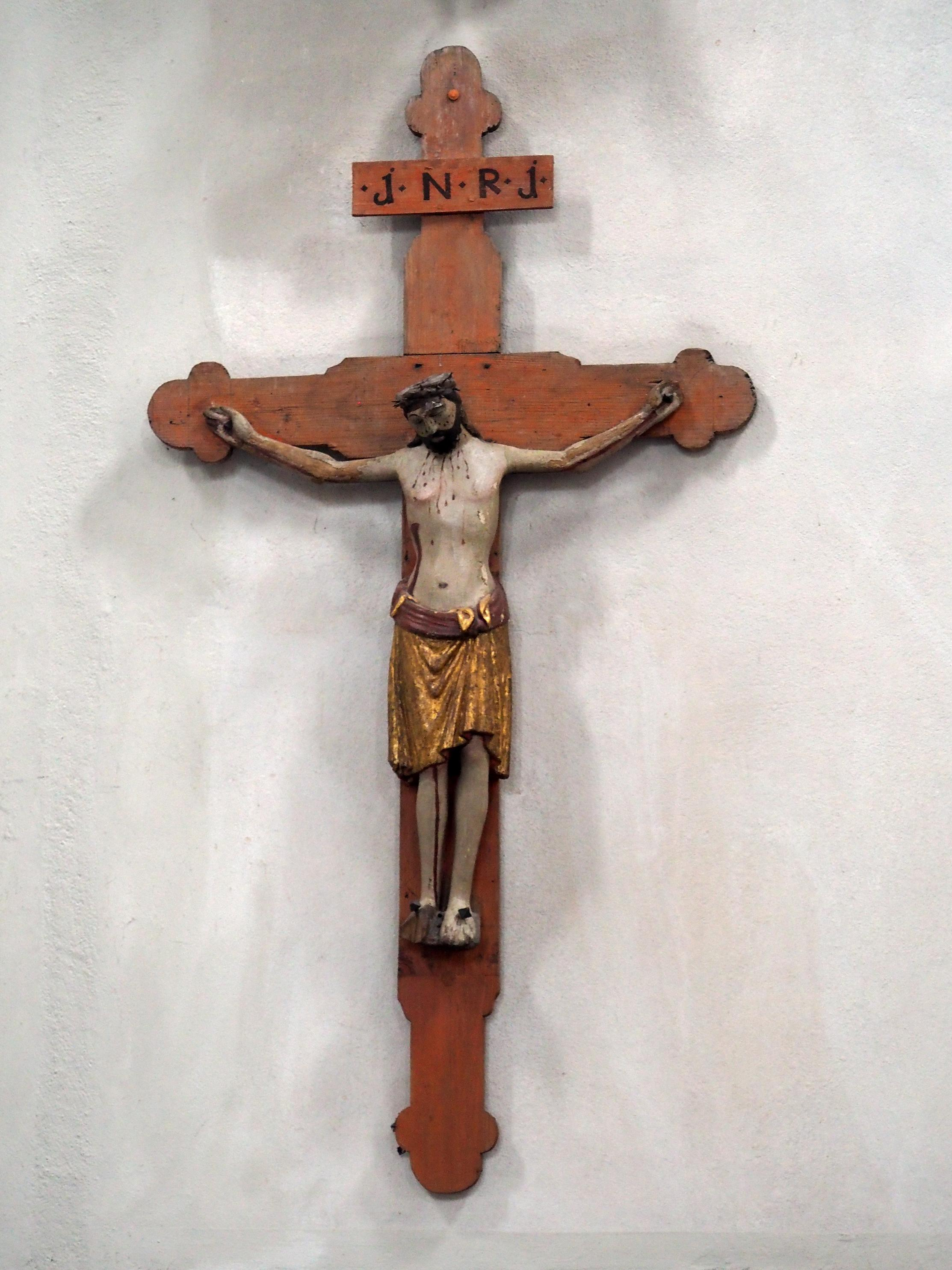
Kleines romanisches Kruzifix an der Seitenwand
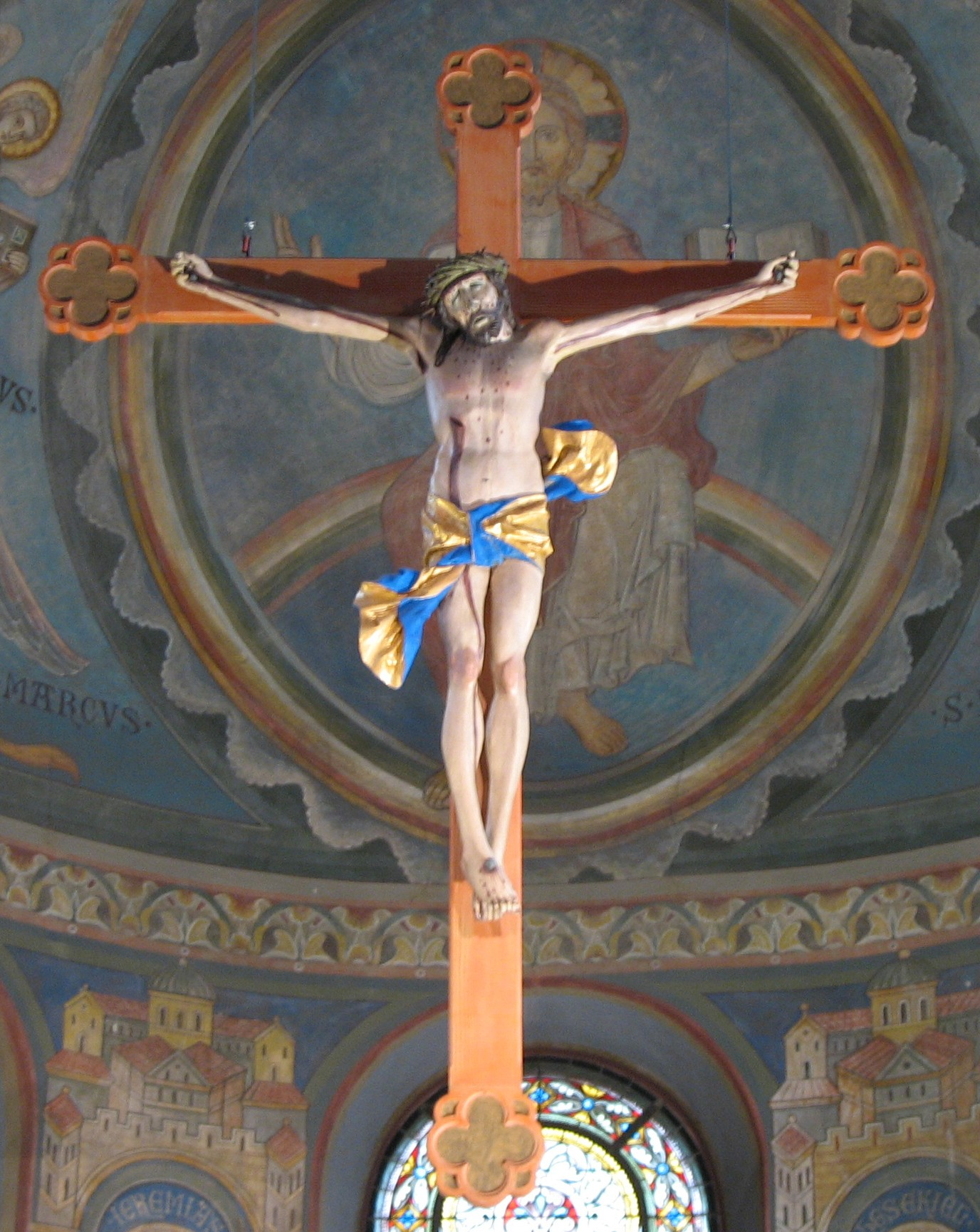
Gotisches Triumphkreuz vor dem Altarraum
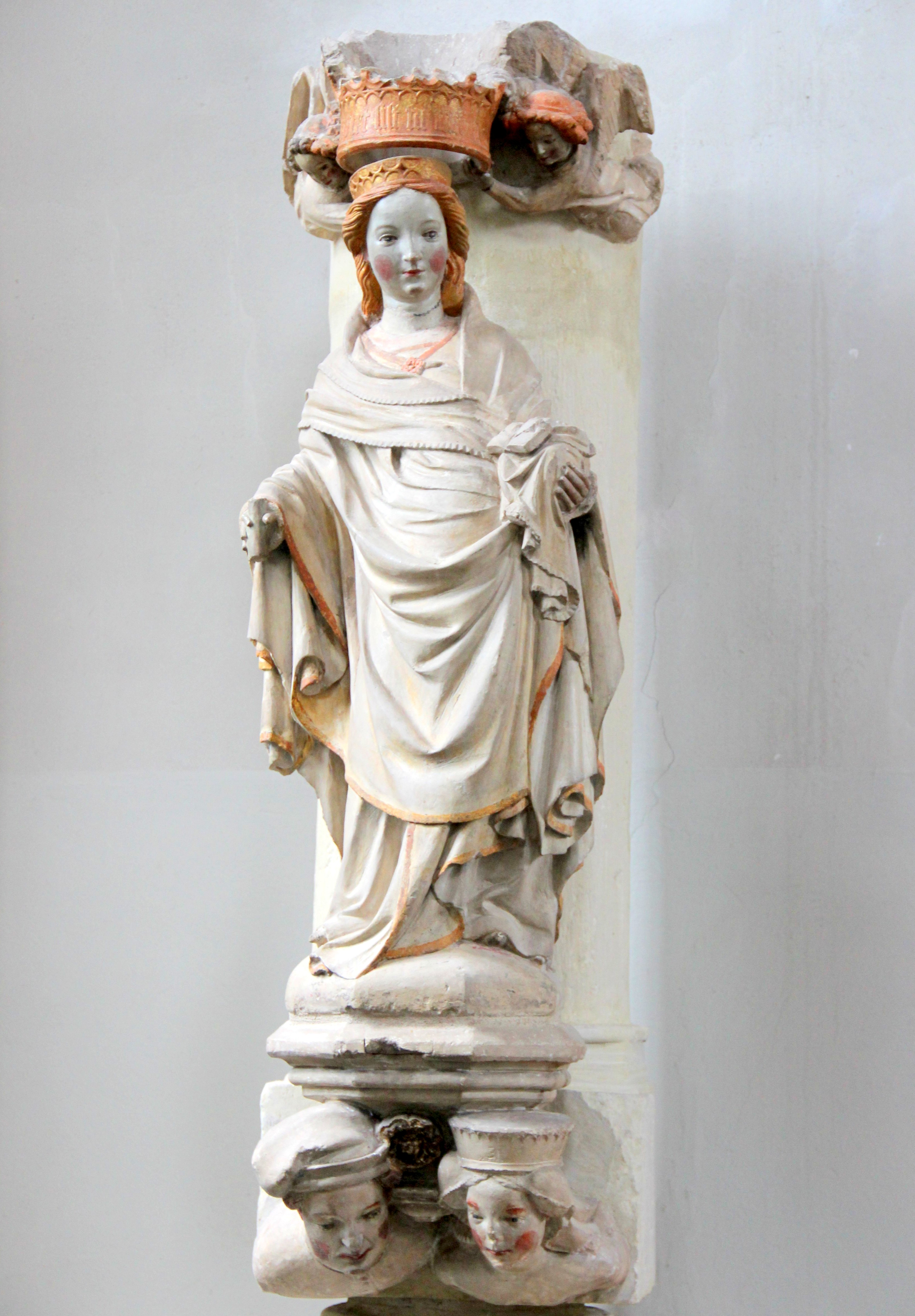
Marienfigur vor der Stele 1. Hälfte 15. Jh.

### Mondsichelmadonna
Die 1,84 m hohe Mondsichelmadonna aus Lindenholz ist um 1480 entstanden. Unter ihren Füßen ist ein Teil des Mondgesichts zu sehen.  Umgeben ist sie von einem Strahlenkranz, der aber nicht zur ursprünglichen Figur gehörte. Sie trägt eine Krone und in der rechten Hand ein Zepter. Auf dem linken Arm sitzt das Jesuskind, das in der linken Hand die Weltkugel hält und mit der rechten nach der Mantelschnur greift.

### Pietà
Die 65 cm hohe Skulptur aus Lindenholz ist um 1500 entstanden. Die Gottesmutter hält den Leichnam ihres Sohnes auf dem Schoß.

### Christus im Elend (in der Rast)
Die Holzfigur von 79 cm Höhe stammt aus dem 15. Jahrhundert. Dargestellt ist Jesus nach der Dornenkrönung und Verspottung. Er sitzt verlassen auf einem Felsen, den Kopf auf die rechte Hand gestützt, in der linken Hand das Rutenbündel.

### Mittelalterliche Glasmalereien
Im gotischen Fenster des südlichen Querschiffes sind zwei Reste von alten Fenstern zu sehen. Vermutlich stammen sie aus der Homburg-Kapelle, die sich als eigenständiger Raum im nördlichen Querschiff befand. Das abgebildete Motiv zeigt Christus am Kreuz zwischen Maria und Apostel Johannes (siehe Christus am Kreuz (Klosterkirche Kemnade)).

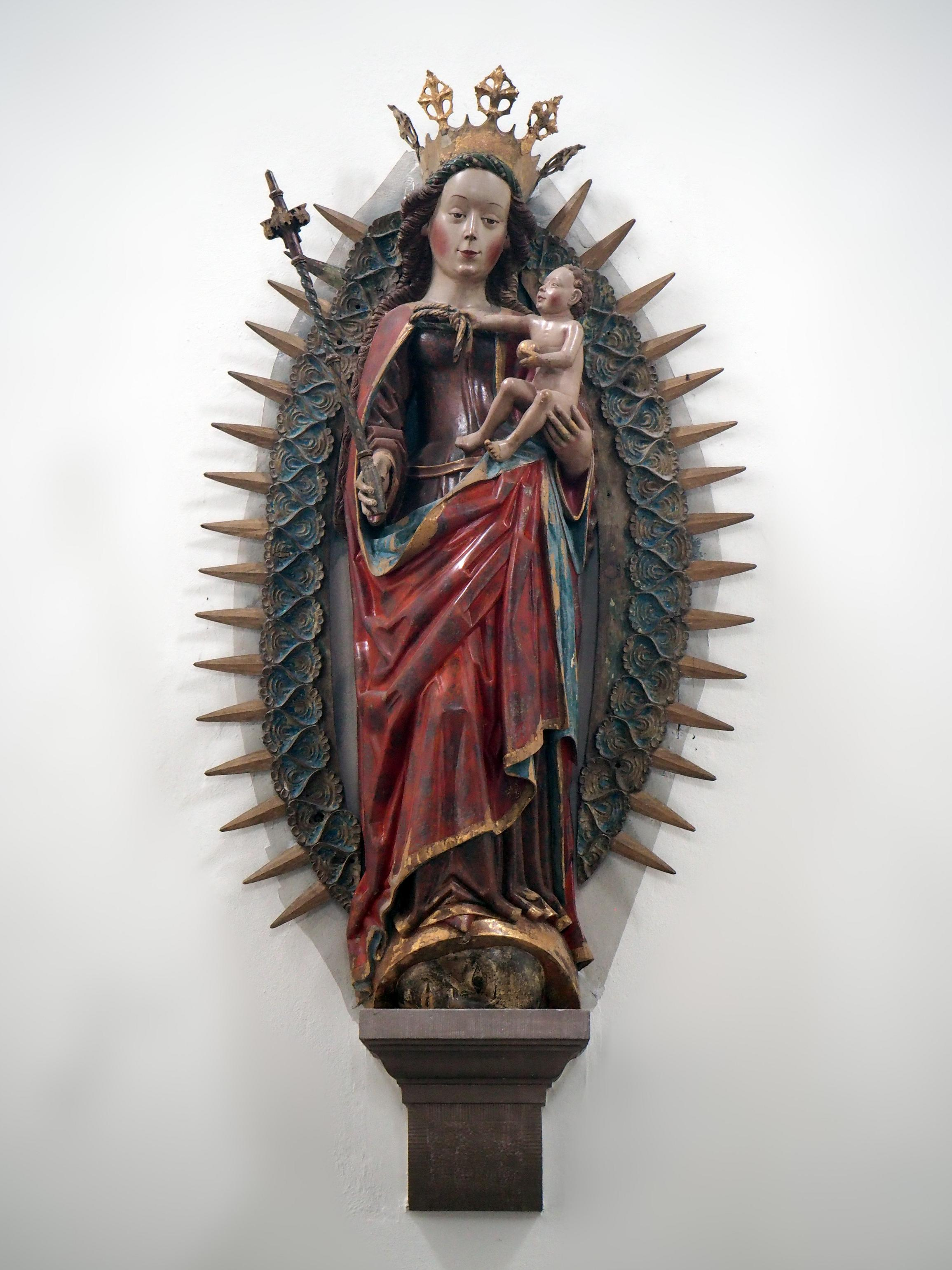
Mondsichelmadonna (1480)
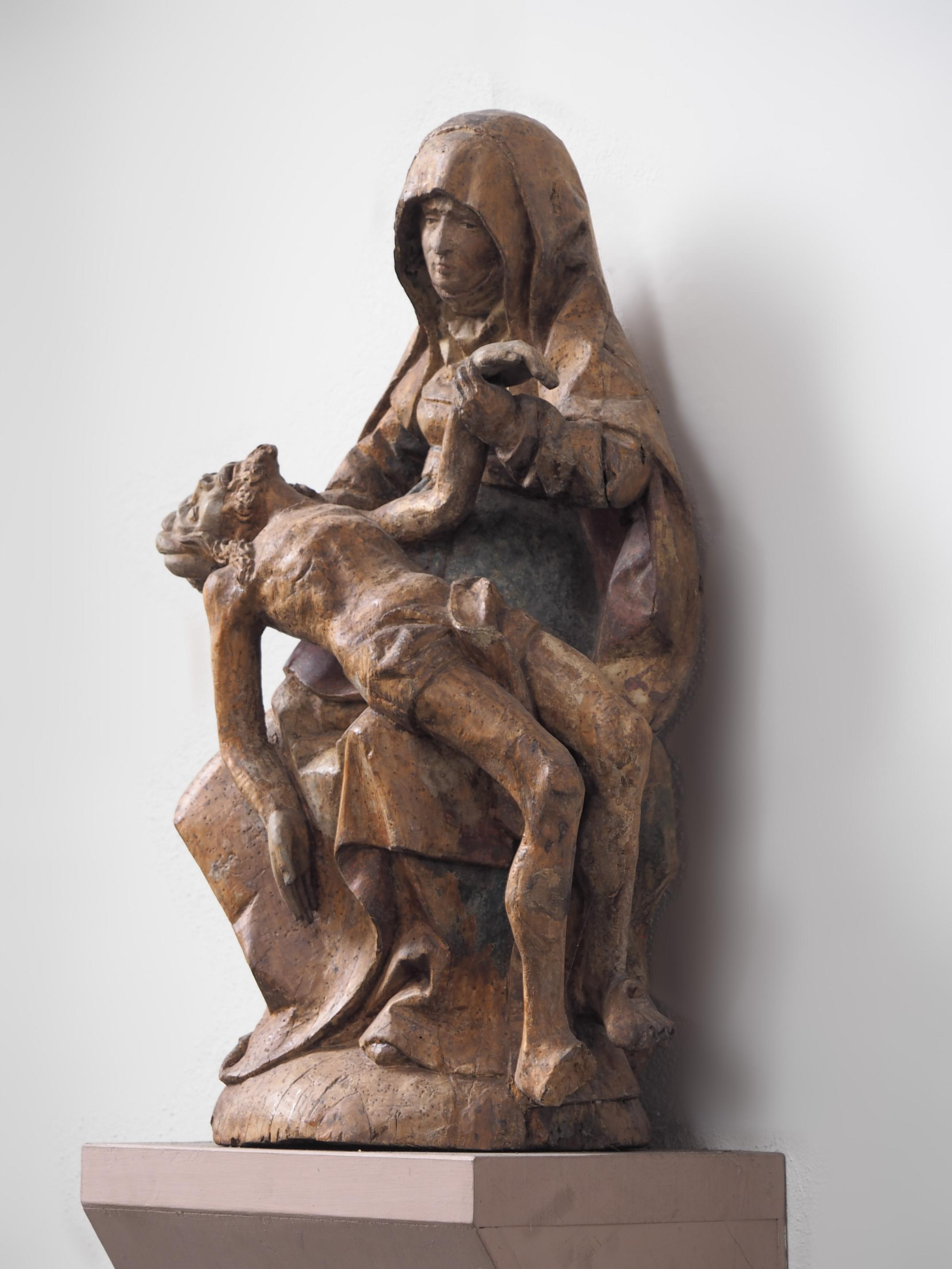
Pietà (um 1500)
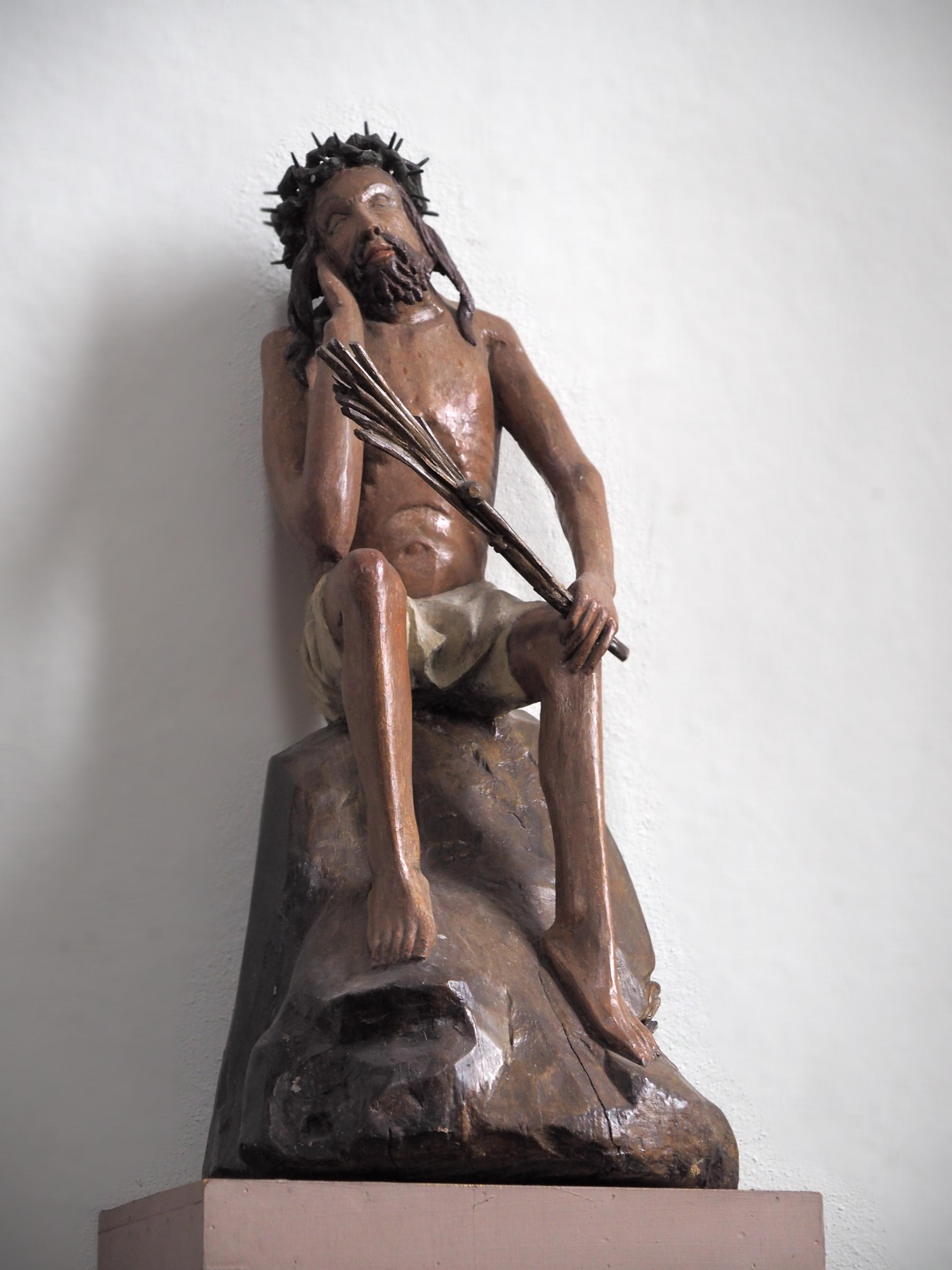
Christus im Elend (1. Hälfte 15. Jh.)
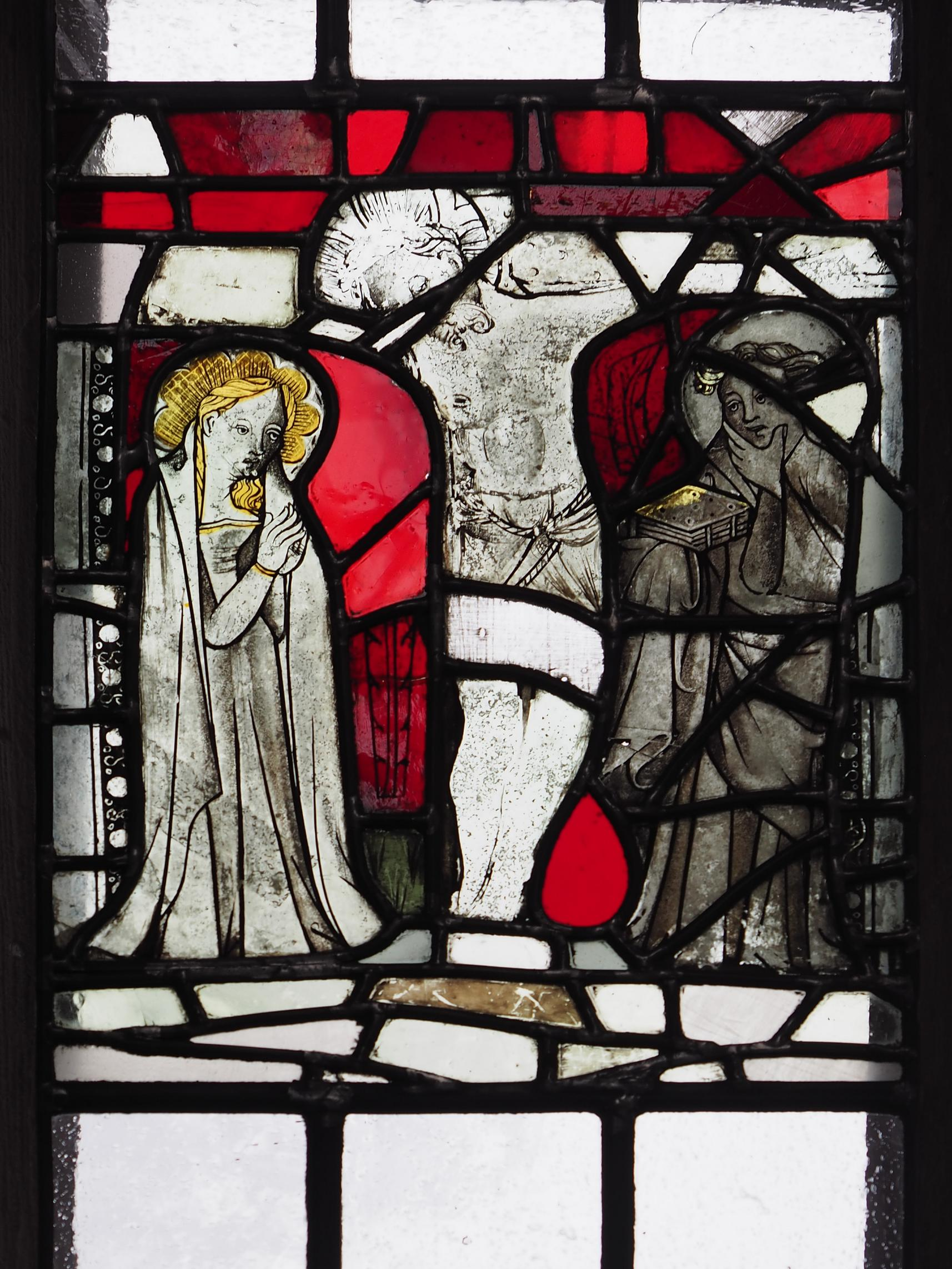
Gotische Glasmalerei